# Kenny Dehaes
Kenny Dehaes (Uccle, Regió de Brussel·les-Capital, 10 de novembre de 1984) és un ciclista belga, professional des del 2006. Actualment corre a l'equip Wanty-Groupe Gobert.
En el seu palmarès destaquen les victòries a diferents proves d'un dia.

## Palmarès
- 2003
  - Vencedor d'una etapa a la Volta a Limburg amateur
- 2005
  - 1r al Tour de Flandes sub-23
- 2007
  - 1r a la Copa Sels
- 2008
  - Vencedor d'una etapa dels Quatre dies de Dunkerque
  - Vencedor d'una etapa de la Volta a Bèlgica
- 2013
  - 1r al Trofeu Palma de Mallorca
  - 1r al Handzame Classic
  - 1r a la Halle-Ingooigem
  - Vencedor d'una etapa del Tour de Valònia
- 2014
  - 1r al Tour de Drenthe
  - 1r a la Nokere Koerse
- 2015
  - 1r al Gran Premi de la vila de Zottegem
- 2016
  - 1r a la Volta a Limburg
  - Vencedor d'una etapa dels Quatre dies de Dunkerque
  - Vencedor d'una etapa del Tour de Picardia
- 2017
  - 1r a la Fletxa de Gooik
- 2018
  - 1r al Gran Premi de Denain
  - 1r al Gran Premi de la vila de Pérenchies

### Resultats al Giro d'Itàlia
- 2013. 156è de la classificació general
- 2014. Fora de temps (19a etapa)